# Wet Tropics of Queensland
Die Wet Tropics of Queensland oder, auf Deutsch, Feuchttropen von Queensland, sind eine Naturregion im Nordosten Australiens, an der Küste zum Großen Barriere-Riff. 8944,2 km² davon wurden 1988 zum UNESCO-Weltnaturerbe erklärt. Dieses Gebiet, das vom Queensland Parks and Wildlife Service verwaltet wird, umfasst hauptsächlich tropische Regenwälder, und zwar wohl den größten Teil der verbliebenen australischen Tropenregenwälder.

## Geschichte
Die ersten Menschen gelangten vor mindestens 40.000 Jahren in das Gebiet und siedelten dort.
1770 entdeckten James Cook und seine Mannschaft auf dem Schiff Endeavour die Küste der Wet Tropics für Europa. Cook nahm sie mit ganz Ost-Australien für die britische Krone in Besitz. Damals waren die Gefilde des heutigen Welterbegebietes eine der am dichtesten besiedelten Gegenden Australiens. In ihr lebten in jener Zeit je nach Definition entweder fünf bis acht (Nyawaygi, Wargamaygan, Djirbalngan, Yidinjdji, Djabuganjdji, Mbabaram, Kuku Yalanji, Gugu Badhun) oder etwa zwanzig Stämme der Aborigines.
Die Erkundung des Binnenlandes durch Europäer begann erst 1848 als Edmund Kennedy den Versuch unternahm, die Cape-York-Halbinsel zu durchqueren. Dabei scheiterte er jedoch, da er von den Bewohnern getötet wurde. Doch ihm folgten andere Erkunder, darunter 1873 George Elphinstone Dalrymple. Diese schufen die Grundlage für die Erschließung dieser Gefilde durch europäische Siedler, Viehzüchter und Holzfäller. Letztere drangen entlang der Küste vor, wo sie insbesondere Toona australis schlugen, und erreichten 1875 die Flüsse Daintree und Mossman. Um 1880 begann dann auch Bergbau in der Region, wozu unter anderem Goldfunde beitrugen. Etwa zur selben Zeit fing man auch an, die Tiefland-Regenwälder abzuholzen, um auf den Flächen Zuckerrohrplantagen anzulegen, welche später durch Pflanzungen von Bananen und anderen Südfrüchten ergänzt wurden.
Bergbau, Land- und Forstwirtschaft sowie Fischerei bilden bis heute die wirtschaftliche Grundlage des menschlichen Lebens in der Region. In der zweiten Hälfte des 20. Jahrhunderts gesellte sich der Fremdenverkehr hinzu, welcher heute ebenfalls von großer Bedeutung ist.
Die Aborigines wurden Ende des 19. und Anfang des 20. Jahrhunderts größtenteils in für sie eingerichtete „Reservate“ eingewiesen. Diese bestehen, zu selbstverwalteten Gemeinden gewandelt, in gewisser Weise noch heute und sind nun die Heimat eines großen Teiles der in der Region lebenden indigenen Bevölkerung.
Die zwei Großstädte der Region wurden 1864/1865 (Townsville) und 1876 (Cairns) gegründet. In ihnen lebt rund die Hälfte aller in und um das Welterbegebiet siedelnden Menschen. Die meisten stammen von Einwanderern von den britischen Inseln ab, aber auch beispielsweise Italiener, Deutsche, Niederländer und Griechen ließen sich in den Wet Tropics nieder.
1988 wurden die Wet Tropics of Queensland, und damit der größte Teil der tropischen Regenwälder Australiens, von der UNESCO in das Naturerbe der Menschheit aufgenommen.

## Geografie und Geologie

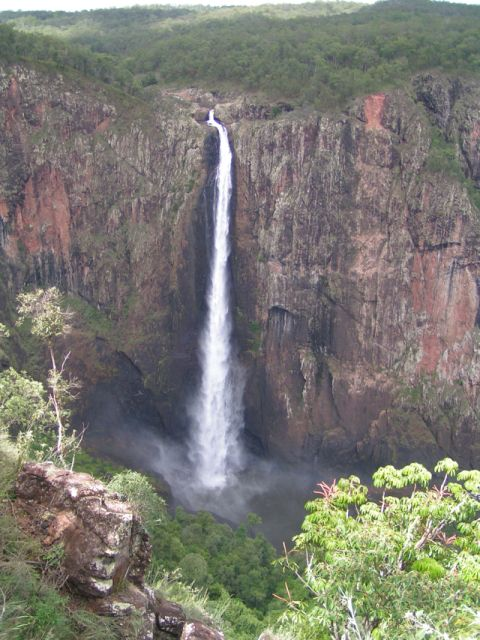
Wallaman-Wasserfall im Girringun-Nationalpark

Die Wet Tropics of Queensland beinhalten vor allem bergiges Küstenland, denn sie liegen dort, wo das Große Australische Scheidegebirge an der Küste der Korallensee, welche ein anderes Weltnaturerbe, das Große Barriere-Riff, enthält, vorbeistreicht. Innerhalb der Grenzen des Welterbegebietes liegen auch der höchste Berg Queenslands, der 1622 m hohe Mount Bartle Frere, und der mit 278 m längste Einzelwasserfall Australiens, der Wallaman-Wasserfall.
Geomorphologisch hat das Welterbegebiet Anteil an hauptsächlich drei Landschaften:
den Hochebenen des Großen Scheidegebirges,
der Großen Australischen Alb und
der Küstenebene, welche hier ziemlich schmal ist.
Heute ist das Gebiet der Wet Tropics geologisch stabil, doch einst waren in ihm Vulkane aktiv, von denen heute unter anderem noch die Maare des Atherton-Tafellandes Zeugnis ablegen.
An der Küste finden sich zahlreiche Bäche und Flüsse, welche meist ziemlich kurz sind, da das Gebirge so nahe am Meer liegt. In den Bergen entspringen auch einige zunächst west- oder südwärts fließende Bäche und Flüsse, welche eine längere Strecke zurücklegen, ehe sie doch an der Ostküste ins Meer münden. Unter ihnen sind auch einige der wasserreichsten Flüsse Australiens, beispielsweise der Burdekin River.

## Klima
Wie der Name des Welterbegebietes verrät, liegen die Wet Tropics of Queensland in den feuchten Tropen. Im gesamten Gebiet fällt reichlich Regen (über 1200 mm/a), und auf dem Mount Bellenden Ker wurden die höchsten jährlichen Niederschlagsmengen ganz Australiens registriert, über 9000 mm/a. Dennoch regnet es nicht gleichmäßig über das ganze Jahr verteilt, sondern bis über zwei Drittel des Niederschlages fallen im Südsommer (Dezember–März). Im Gegensatz zu vielen anderen tropischen Regenwäldern rinnt in den Wet Tropics ein verhältnismäßig großer Teil der Niederschläge oberflächlich ab.
Da sich die Wet Tropics über sehr unterschiedliche Höhenlagen erstrecken, unterscheidet sich auch das lokale Klima in ihren Grenzen sehr stark, insbesondere was die Temperatur anbelangt. Für diese gilt näherungsweise:
|              |  |  |  | Küste    |  |  |  | Bergland |
| (Süd-)Sommer |  |  |  | 23–31 °C |  |  |  | 17–28 °C |
| (Süd-)Winter |  |  |  | 18–26 °C |  |  |  | 9–22 °C  |

## Vegetation und Biodiversität

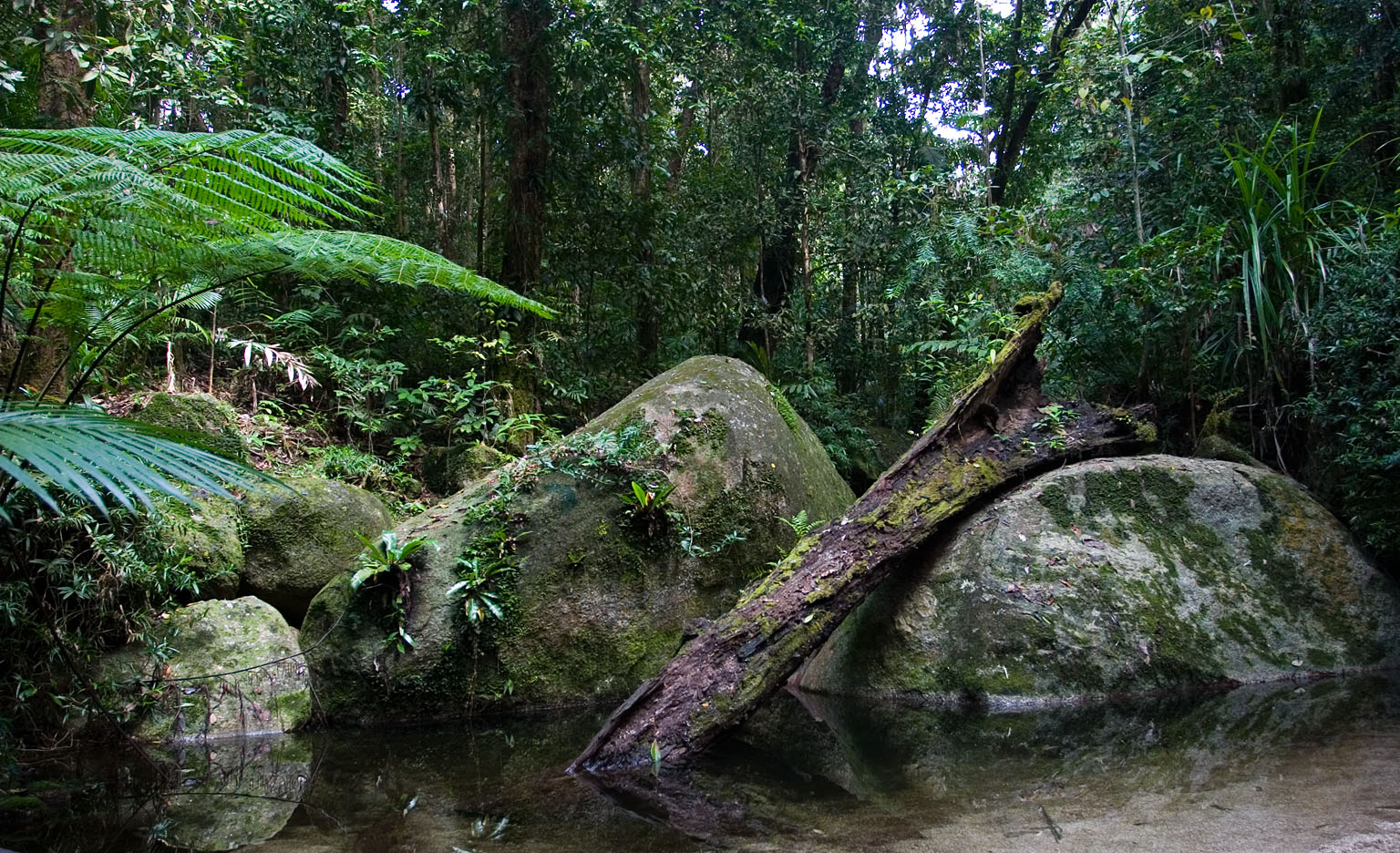
Tropischer Regenwald im Daintree-Nationalpark

Dem Klima entsprechend finden sich im Gebiet des Welterbes vor allem tropische Regenwälder, die meisten Australiens und einige der ältesten der Welt. Diese Tropenregenwälder werden in 13 strukturell verschiedene Typen gegliedert, ökologisch-klimatisch kann man aber hauptsächlich zwischen Berg- und Tieflandregenwäldern unterscheiden. Die Bergregenwälder sind noch größtenteils erhalten und breiten sich nach dem Ende der Nutzung durch die einheimische Bevölkerung und die dadurch wohl verminderte Feuerhäufigkeit sogar aus. Von den Tieflandregenwäldern hingegen wurde ein großer Teil abgeholzt um die Flächen landwirtschaftlich zu nutzen.
Andere flächenmäßig bedeutsame natürliche Vegetationstypen im Gebiet des Weltnaturerbes sind vor allem Trockenwald, Baumsavannen, Sümpfe und Mangroven.
Die Wet Tropics sind eines der Gebiete Australiens mit der höchsten Artenvielfalt. Hier finden sich (in Klammern sind die für das Gebiet endemischen Taxa angegeben):
| Organismengruppe     | Familien | Gattungen          | Arten                  |
| -------------------- | -------- | ------------------ | ---------------------- |
| höhere Pflanzen      | 119      | 523 (43 endemisch) | 1161 (500 endemisch)   |
| Spinnen              | ?        | ?                  | > 300                  |
| Kerbtiere            | ?        | ?                  | > 5000                 |
| Lurche (Frosch~)     | ?        | ?                  | 47 (20 endemisch)      |
| Kriechtiere          | ?        | ?                  | 160 (ca. 16 endemisch) |
| Vögel                | ?        | ?                  | > 370 (13 endemisch)   |
| Säuger: Kloakentiere | 2        | 2                  | 2                      |
| Säuger: Beuteltiere  | ?        | ?                  | 37 (8 endemisch)       |
| Säuger: Nagetiere    | ?        | ?                  | 16 (1 endemisch)       |
| Säuger: Fledermäuse  | ?        | ?                  | 34                     |

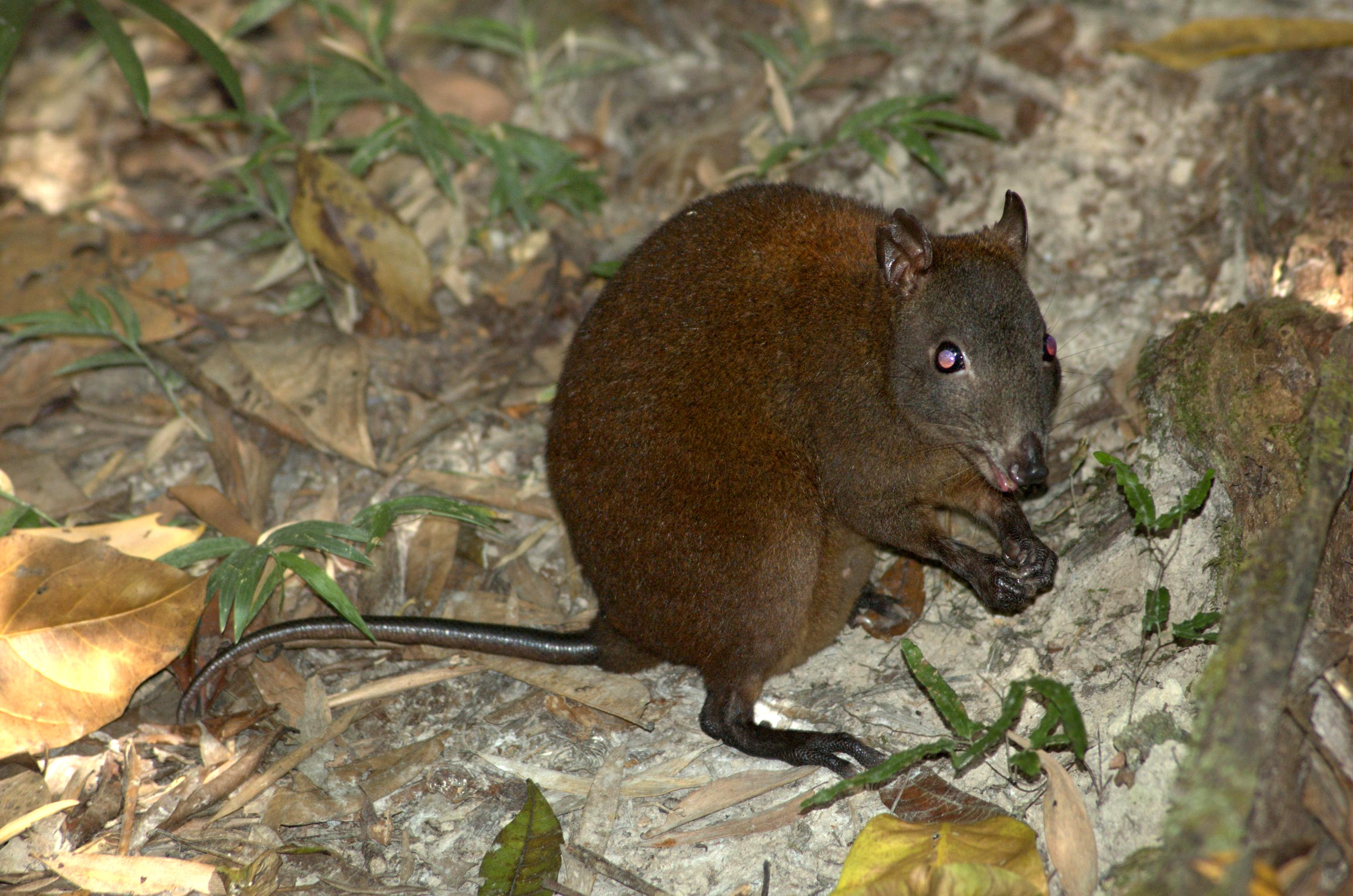
Moschusrattenkänguru

Unter den in den Wet Tropics lebenden Pflanzen und Tieren sind auch zahlreiche in irgendeiner Hinsicht ungewöhnliche oder bemerkenswerte Arten, darunter
- zwei Arten von Baumkängurus: Lumholtz-Baumkänguru (Dendrolagus lumholtzi) und Bennett-Baumkänguru (Dendrolagus bennettianus),
- das urtümliche Moschusrattenkänguru (Hypsiprymnodon moschatus),
- der Lemuren-Ringbeutler (Hemibelideus lemuroides)
- der flugunfähige Helmkasuar (Casuarius casuarius), einer der größten Vögel der Welt,
- der Schwarzbrust-Reifelvogel (Ptilorus victoriae),
- der Seiden-Laubenvogel (Ptilonorhynchus violaceous),
- zwei weiter verbreitete Arten von Großfußhühnern (Megapodiidae), welche ihre Eier in teilweise riesigen 'Komposthaufen' ausbrüten lassen,
- schwer von Borke zu unterscheidende Blattschwanzgeckos (Phyllurus spp.).

Viele der Organismen sind näher mit südamerikanischen als mit asiatischen Arten verwandt, was darin begründet liegt, dass ihre Ahnen (vor über 60 Millionen Jahren) den Urkontinent Gondwana bevölkerten, in welchem unter anderem Australien, Antarktika (Nota) und Südamerika vereinigt waren (zu früheren Zeiten auch noch Indien, Afrika, Madagaskar …). Andere Spezies stammen indes von Formen ab, welche erst in jüngerer Vergangenheit (vor wahrscheinlich weniger als 20 Millionen Jahren) von Asien aus nach Australien gelangten. Die in den Gewässern der Gegend lebenden Fische und Krebstiere sind überwiegend Nachfahren von Meeresbewohnern.

## Schutzgebiete

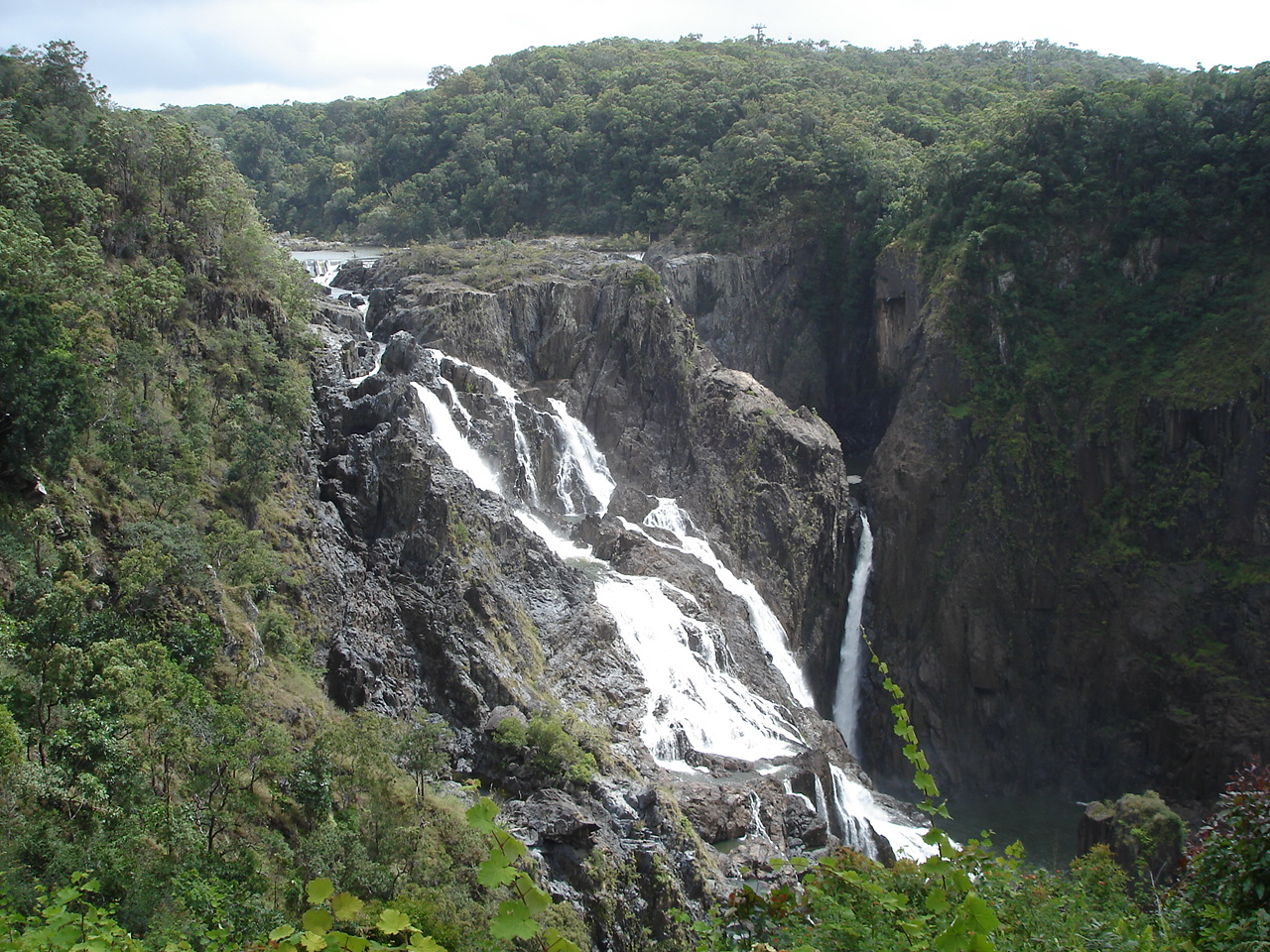
Barron Falls im Barron-Gorge-Nationalpark

In den Wet Tropics of Queensland liege viele Schutzgebiete, darunter folgende Nationalparks:
- Barron-Gorge-Nationalpark
- Black-Mountain-Nationalpark (Queensland)
- Cedar-Bay-Nationalpark
- Daintree-Nationalpark
- Edmund-Kennedy-Nationalpark
- Girringun-Nationalpark
- Kirrama-Nationalpark
- Kuranda-Nationalpark
- Wooroonooran-Nationalpark